# Bateia (Piedade)
Nota: Para outros significados, veja Bateia (desambiguação)
Bateia é uma vila do município de Piedade (São Paulo), Brasil. É considerado um bairro rural.

## Localização
Dista 20 km da sede do município no sentido sul, situado na base sul da serra do mesmo nome pertencente ao maciço da serra de Paranapiacaba, Serra do Mar.
Constituida por  uma população em torno de 500 pessoas tem sua economia baseada na produção agrícola.
Região de rios límpidos, adequada a caminhadas, ar puro, em fotos aerias nota-se formação de antigo vulcão de pequenas dimensões que apresenta pequena lagoa na época chuvosa; há no povoado escola, capela, cria-se javalis e bovinos.
Denominações locais: Bateia de Cima e Bateia de Baixo.
Da história diz-se que no local acantonaram-se as tropas sulinas da revolução de 32.